# Skarga konstytucyjna (Hiszpania)
Skarga konstytucyjna w Hiszpanii (hiszp. recurso de amparo constitucional) – środek prawny przewidziany dla ochrony podstawowych praw osób fizycznych lub prawnych przed Trybunałem Konstytucyjnym Hiszpanii, zagrożonych niekonstytucyjnym działaniem organów państwowych.

## Właściwość Trybunału Konstytucyjnego Hiszpanii
Trybunał Konstytucyjny Hiszpanii, na podstawie artykułu 161 Konstytucji Hiszpanii, jest powołany do rozpoznania:
- skargi na niekonstytucyjność skierowanej przeciwko ustawom oraz aktom normatywnym z mocą ustawy,
- skargi o ochronę praw, związanych z pogwałceniem praw i wolności, które są wymienione w artykule 53 ustęp 2 Konstytucji,
- sporów kompetencyjnych pomiędzy państwem a wspólnotami autonomicznymi, a także sporów tych wspólnot między sobą,
- innych kwestii powierzonych mu przez Konstytucję lub ustawy organiczne[2] .

## Geneza skargi
W Hiszpanii przełomem dla skargi konstytucyjnej było uchwalenie w 1978 roku konstytucji, w której pojawiło się to zagadnienie. Wpływ na hiszpańską skargę konstytucyjną wywarła niemiecka Verfassungbeschwerde. Meksykańska skarga o ochronę praw, zwana amparo, stała się przedmiotem zainteresowań hiszpańskich prawników i pod jej wpływem do Konstytucji II Republiki Hiszpanii z 1931 roku została wprowadzona skarga gwarancji indywidualnych, poprzedniczka obecnej skargi. W 1933 roku powstał w Hiszpanii Trybunał Gwarancji Konstytucyjnych II Republiki, istniał on do 1936 r. i do czasu uchwalenia konstytucji w 1978 r. nie istniała w Hiszpanii instytucja skargi konstytucyjnej. W 1978 r. Konstytucja wprowadziła w art. 53 ust. 2, art. 161 ust. 1 oraz w art. 162 ust. 1 skargę konstytucyjną jako jedną z gwarancji ochrony podstawowych praw i wolności publicznych.

## Chronione prawa i wolności
Prawa i wolności chronione skargą konstytucyjną są określone w art. 53 ust. 2 konstytucji oraz w art. 41 ust. 1 ustawy organicznej o Trybunale Konstytucyjnym.
Należą do nich:
- równość wobec prawa (art. 14),
- prawo do życia, integralności cielesnej i duchowej (art. 15),
- wolność ideologiczna, religijna i obrządku (art. 16),
- wolność i bezpieczeństwo osobiste (art. 17),
- prawo do dobrego imienia, prywatności osobistej i ochrony życia rodzinnego oraz do własnego wizerunku (art. 18 ust. 1),
- prawo do nienaruszalności mieszkania (art. 18 ust. 2),
- prawo do tajemnicy komunikowania się (art. 18 ust. 3),
- prawo do samostanowienia informacyjnego (art. 18 ust. 4),
- wolność wyboru miejsca zamieszkania i poruszania się (art. 19),
- wolność wyrażania myśli, idei i opinii; wolność katedry oraz wolność przekazywania informacji (art. 20),
- prawo do zgromadzeń pokojowych i manifestacji (art. 21),
- prawo do zrzeszania się (art. 22),
- prawo do udziału w sprawach publicznych oraz prawo dostępu do funkcji i stanowisk publicznych na zasadach równości (art. 23),
- prawo do skutecznej ochrony sądowej z zachowaniem gwarancji procesowych, w tym prawa do obrony, prawa dostępu do sądu, prawa do postępowania z zachowaniem odpowiednich gwarancji rzetelnego procesu (art. 24),
- nullum crimen sine lege (principio de legalidad penal) (art. 25),
- prawo do edukacji, wolność nauczania i autonomia uniwersytecka (art. 27),
- wolność zrzeszania się w związkach zawodowych i prawo do strajku (art. 28),
- prawo do petycji (art. 29),
- prawo sprzeciwu ze względów sumienia (art. 30 ust. 2).

Poza tym katalogiem chronione są:
- prawo do własności prywatnej i dziedziczenia (art. 33 ust. 1),
- prawo do pracy (art. 35),
- prawo do rozwiązywania sporów zbiorowych (art. 37 ust. 2),
- wolność przedsiębiorstwa (art. 38)[4].

## Zakres podmiotowy

### Katalog podmiotów legitymowanych
Zgodnie z art. 162 ust. 1 lit. b Konstytucji Hiszpanii złożyć skargę może „każda osoba fizyczna lub prawna, która powołuje się na interes prawny (hiszp. interés legítimo), Obrońca Ludu i prokuratura. Według art. 46 ust. 1 ustawy organicznej o Trybunale Konstytucyjnym legitymowani do wniesienia skargi konstytucyjnej są:
- w przypadkach z art. 42 i art. 45, skierowanej przeciwko władzy ustawodawczej – każda osoba bezpośrednio dotknięta (directamente afectada),
- w przypadkach z art. 43 i art. 44 – ci, którzy byli stroną w procesie sądowym, Obrońca Ludu i prokuratura[6].

Zakres podmiotowy skargi konstytucyjnej obejmuje: osoby fizyczne, cudzoziemców, osoby prawne, publiczne osoby prawne oraz organy publiczne (prokuratura i rzecznik praw).

### Jednostki prywatne i publiczne osoby prawne
Osoby fizyczne – legitymację do wniesienia skargi posiada osoba mająca „interes prawny”. Należy zbadać, czy taki interes istnieje i na czym polega w danej sprawie. Interes prawny jest interesem chronionym przez prawo.
Cudzoziemcy – art. 53 ust. 2 konstytucji Hiszpanii mówi, że „Każdy obywatel może uzyskać ochronę swoich wolności i praw”. Przepis ten może sugerować, że skarga nie przysługuje cudzoziemcom, jednak przepis ten powinno się interpretować łącznie z art. 162 ust. 1 lit. b, który stanowi: „każda osoba fizyczna lub prawna”. Zgodnie z orzecznictwem TK legitymację mają nie tylko obywatele, ale również każda osoba fizyczna czy prawna, która ma interes prawny. Jednak w stosunku do cudzoziemców mogą pojawić się pewne ograniczenia w porównaniu do obywateli.
Osoby prawne – legitymacja do wniesienia skargi konstytucyjnej została im przyznana na podstawie art. 162 ust. 1 lit. b konstytucji. Osobę prawną jako twór sztuczny obejmują ograniczenia w korzystaniu z konstytucyjnych praw i wolności. Na przykład prawa, które łączą się z godnością osoby ludzkiej nie mogą przysługiwać osobom prawnym, można tu wskazać prawo do życia zawarte w art. 15 konstytucji.
Publiczne osoby prawne – TK uznał, że „skoro prawa podstawowe i wolności publiczne są prawami jednostki, gdzie podmiotem aktywnym jest jednostka, a podmiotem pasywnym państwo podmioty prawa publicznego posiadające osobowość prawną nie mogą mieć takiej samej pozycji jak podmioty prywatne w zakresie ochrony, ponieważ te ostatnie chroni się właśnie przed naruszeniami będącymi efektem działania tych pierwszych”.

### Legitymacja organów publicznych
Konstytucja przyznała prokuraturze prawo wniesienia skargi konstytucyjnej, jej podstawowym zadaniem jest ochrona praw upośledzonych i nieletnich. Statut organiczny prokuratury przyznaje jej dwie możliwości prokuratorskiej interwencji, pierwsza to złożenie skargi konstytucyjnej w formie i przypadkach przewidzianych w ustawie organicznej o TK, natomiast druga to występowanie w procesach w sprawach, rozpoznawanych przez TK w obronie legalności.
Rzecznik Praw jest określany jako Obrońca Ludu, czy „wysoki komisarz Kortezów Generalnych”. Jego status reguluje ustawa organiczna o Obrońcy Ludu z 1981 r. Jego podstawowym zadaniem jest kontrola działalności administracji z punktu widzenia ochrony praw określonych w konstytucji. Rzecznik bada, czy działalność podjęta przez te organy jest zgodna z art. 103 ust. 1 konstytucji oraz prawami zawartymi w tytule I konstytucji. W przypadku, gdy prawa te zostaną naruszone może on wnieść skargę konstytucyjną lub wniosek o niekonstytucyjność.
Prokuratura nadzoruje legalność w sferze wymiaru sprawiedliwości, podczas gdy Obrońca Ludu kontroluje działania administracji pod kątem jej zgodności z konstytucją, dane pokazują, że rzadko korzysta z możliwości wniesienia skargi konstytucyjnej.

## Zakres przedmiotowy

### Wstęp
Hiszpańska skarga konstytucyjna jest skargą o szerokim zakresie przedmiotowym. Ustawa organiczna o Trybunale Konstytucyjnym w art. 41 ust. 2 mówi, że: „Skarga konstytucyjna chroni wszystkich obywateli, na zasadach ustanowionych niniejszą ustawą, przeciwko naruszeniom praw i wolności (…) spowodowanym przez przepisy prawne, akty prawne, zaniechanie lub przez zwykłe działanie faktyczne władz publicznych państwa, wspólnot autonomicznych i innych publicznych jednostek organizacyjnych o charakterze terytorialnym, samorządowym lub instytucjonalnym, bądź przez ich urzędników lub przedstawicieli”. W zasadzie każda aktywność władzy publicznej może stanowić przedmiot zaskarżenia, jeżeli zostaną spełnione przesłanki zawarte w ustawie. Przedmiotem skargi nie może być akt, mający charakter konsultacyjny, opiniodawczy czy informacyjno-sprawozdawczy.

### Akty podlegające zaskarżeniu
Ustawa o Trybunale Konstytucyjnym przewiduje akty podlegające zaskarżeniu:
- Akty władzy ustawodawczej (parlamentarne) – art. 42 u. o TK stanowi: „Decyzje lub akty bez mocy ustawy, pochodzące od Kortezów Generalnych lub ich organów, bądź od zgromadzeń ustawodawczych wspólnot autonomicznych lub ich organów, które naruszają prawa i wolności chronione skargą konstytucyjną, mogą zostać zaskarżone w terminie trzech miesięcy od momentu uzyskania przez nie prawomocności, na podstawie norm wewnętrznych izb lub zgromadzeń[13];
- Akty władzy wykonawczej i administracji publicznej – według art. 43 ust. 1 u. o TK w drodze skargi konstytucyjnej można zaskarżyć wszelkie akty, które pochodzą od władzy wykonawczej, mogą to być: przepisy prawne, akty prawne czy zwykłe działania faktyczne rządu, jego organów lub funkcjonariuszy albo kolegialnych organów wykonawczych wspólnot autonomicznych czy ich organów, przedstawicieli i urzędników. Objęte wniesieniem skargi są również decyzje władz miasta, związków zawodowych, instytucji administracji rządowej, jak i samorządowej czy uniwersytetów, oraz korporacji zawodowych[14];
- Akty władzy sądowniczej – art. 44 u. o TK pozwala wnieść skargę przeciwko działaniom organów władzy sądowniczej, przeciwko naruszeniom praw i wolności chronionych, które mają swoje bezpośrednie źródło w akcie lub zaniechaniu organu sądowego[15].

### Skarga konstytucyjna w sprawach wyborczych
Dla skargi konstytucyjnej w sprawach wyborczych podstawą jest art. 49 ust. 3 i 4 oraz art. 114 ust. 2 ustawy organicznej o powszechnym systemie wyborczym. Zakresem przedmiotowym skargi wyborczej objęte są jedynie czynności w procesie wyborczym. Wyróżnia się dwa rodzaje tej skargi:
- skarga wyborcza przeciwko ogłoszeniu listy kandydatów i w sprawach dotyczących zgłoszenia (rejestracji) kandydata,
- skarga przeciwko ogłoszeniu listy osób wybranych[16].

## Wymogi dopuszczalności skargi konstytucyjnej

### Właściwość Trybunału Konstytucyjnego
Właściwość TK wynika bezpośrednio z konstytucji i ustawy o TK. Trybunał jest wyłącznym oraz jedynym organem uprawnionym do orzekania w zakresie skargi konstytucyjnej.

### Termin na wniesienie skargi
Termin jest różny w zależności od przedmiotu zaskarżenia. Poprzednia ustawa wprowadziła jednakowy termin, który wynosił 20 dni, licząc od następnego dnia od ogłoszenia rozstrzygnięcia. Obecnie termin na wniesienie skargi przeciwko aktom władzy sądowniczej jest wydłużony o 30 dni, nadal natomiast obowiązuje 3- miesięczny termin przeciwko aktom władzy ustawodawczej, a w przypadku skargi wyborczej obowiązują bardzo krótkie terminy.

### Zasada subsydiarności
Zasada ta oznacza wymóg skorzystania z wszelkich możliwych środków prawnych dostępnych w drodze sądowej przed zwróceniem się do Trybunału Konstytucyjnego.

### Szczególne przesłanki
Istnieją dwie szczególne przesłanki procesowe:
- naruszenie jako bezpośredni skutek działania organu sądowego – art. 44 ust. 1 lit. b u. o TK stanowi, że „naruszenie musi wynikać bezpośrednio z czynności lub zaniechania organu sądowego”,
- powołanie się na naruszenie prawa podstawowego – wymagane jest, aby skarżący powołał się na naruszone prawo konstytucyjne w postępowaniu sądowym. Artykuł 44 ust. 1 lit. c wymaga, by powołanie się na naruszone prawo miało charakter formalny, co oznacza, by oświadczenie o naruszeniu było wyraźne dla organu sądowego[20].

### Forma skargi konstytucyjnej
Skarga jest pismem kierowanym do TK, za pomocą którego strona inicjuje proces. Skargę tę wnosi się przez złożenie wniosku amparo (demanda de amparo). Zgodnie z art. 49 ust. 1 ustawy o TK wszczęcie postępowania w sprawie skargi konstytucyjnej następuje na podstawie pisma, w którym przedstawia się jasno i zwięźle fakty ją uzasadniające, przytacza się przepisy konstytucyjne, które uznaje się za naruszone i wskazuje się dokładnie zakres ochrony, której żąda się w celu zachowania bądź przywrócenia prawa lub wolności uznanych za naruszone”. Skarga ta powinna być sporządzona w formie pisemnej, w języku kastylijskim. Oficjalny wzór skargi konstytucyjnej nie istnieje, ale powinna spełniać wymogi zawarte w ustawie organicznej o Trybunale Konstytucyjnym.

### Reprezentacja
Zgodnie z art. 81 ust. 1 u. o TK osoby fizyczne lub prawne, które biorą udział w procesach konstytucyjnych powinny być reprezentowane przez pełnomocnika prawnego i działać pod kierunkiem asystenta prawnego. Stronę reprezentować może każdy z pełnomocników należących do kolegium pełnomocników w Madrycie. Aby występować w charakterze adwokata przed TK, trzeba być czynnym członkiem kolegium adwokackiego na terenie Hiszpanii.

### Treść skargi
Skarga składa się z trzech elementów: określenia podmiotów, causae petendi, czyli podstawy prawnej i faktycznej żądania oraz petitum, które na podstawie art. 49 ust. 1 u. o TK nie może wykraczać poza żądanie ”zachowania bądź przywrócenia prawa i wolności, które uznaje się za naruszone”.
Według autorów: Hermoso, Bustos i Sobrino skarga musi spełniać wymogi: zwięźle i jasno przytaczać fakty, uzasadniające wniesienie skargi, przytaczać przepisy konstytucyjne oraz dokładnie wskazywać zakres ochrony.

## Postępowanie w sprawie skargi konstytucyjnej

### Zasady postępowania
Wyodrębnia się zasady rządzące postępowaniem przed TK:
- zasada skargowości, która oznacza, że wszczęcie następuje na wniosek podmiotu;
- zasada dyspozycyjności, która oznacza, że skarżący ma możliwość wycofania skargi, jednak nie zawsze wycofanie jej oznacza zaprzestanie rozpoznawania przez Trybunał;
- zasada kontradyktoryjności;
- zasada równości stron i uczestników postępowania;
- zasada jawności postępowania[24].

### Strony postępowania
W postępowaniu w sprawie skargi konstytucyjnej stronami postępowania są:
- strona legitymowana czynnie – osoba fizyczna lub prawna, posiadająca interes prawny oraz rzecznik praw i prokuratura,
- strona legitymowana biernie – organ władzy publicznej, przeciwko któremu kierowana jest skarga i który wydał zaskarżony akt naruszający prawo lub wolność[25].

## Procedura rozpatrywania hiszpańskiej skargi konstytucyjnej

### Wstępna kontrola skarg
Tę fazę przeprowadzają sekcje. Pierwszym etapem jest analiza pisma przez asystenta sędziego TK, który przygotowuje sprawozdanie dotyczące dopuszczalności skargi. Następnie skarga wraz ze sprawozdaniem trafia do sędziego sprawozdawcy, który przygotowuje dla sekcji propozycję rozpatrzenia skargi. Później sprawa trafia do sekcji. W tym etapie postępowanie może zakończyć się:
- jednomyślną decyzją o dopuszczalności skargi;
- przekazaniem sprawy izbie, gdyż wystąpił brak jednomyślności;
- stwierdzeniem, że istnieje usuwalny brak w skardze i strona musi go usunąć w określonym terminie;
- odrzuceniem skargi.

Postępowanie wstępnej kontroli może zakończyć się podjęciem decyzji o przyjęciu skargi, bądź o odrzuceniu skargi. O zarządzeniu o odrzuceniu skargi powiadamia się skarżącego i prokuraturę.

### Rozpoznanie skargi
Rozpoznanie skargi odbywa się w procesie pisemnym. W tym etapie dokonuje się analizy akt sprawy, stanowisk stron i ich wniosków. TK ma prawo zwrócić się do odpowiednich organów o dostarczenie akt czy dokumentów, może również przeprowadzić postępowanie dowodowe, jeżeli jest to konieczne.TK może także wstrzymać wykonanie aktu władzy publicznej. Etap ten kończy się wydaniem wyroku, który zapada większością głosów.